# Eilean Dubh (îles Summer)
Pour les articles homonymes, voir Eilean Dubh.
Eilean Dubh est une île du Royaume-Uni située en Écosse.